# Timothy Flint
Timothy Flint (Reading, Massachusetts, 11 de julio de 1780 - Salem, Massachusetts, 16 de agosto de 1840), escritor, periodista y pionero estadounidense, autor de la primera novela publicada en inglés en Texas.

## Biografía
Fue el quinto de los nueve hijos de los granjeros William y Martha Kimball Flint. La mala salud que lo afectó toda su vida le impidió dedicarse a los trabajos agrícolas, por lo que se graduó en Harvard en 1800 y en 1802 se estableció como pastor congregacionalista en Lunenburg, Massachusetts, donde se consagró a hacer estudios científicos en un laboratorio químico que parecía tan extraño a los aldeanos que algunas personas supusieron se dedicaba a la falsificación. Esto, junto con las desavenencias políticas, lo condujo a complicaciones desagradables que culminaron con su renuncia al cargo (1814), convirtiéndose en misionero en el valle del Misisipi (1815). También fue por un corto período de tiempo maestro y agricultor, esto último desastrosamente, porque no había asimilado ninguna enseñanza agrícola de sus padres a causa de su enfermiza juventud. Entonces empezó a escribir, convirtiéndose en una de las figuras prominentes de las letras del Oeste americano durante la primera mitad del siglo XIX. Registró sus viajes por todo el valle del Misisipi (1815-1825) en sus Recuerdos de los últimos diez años (1826), narración de los itinerarios desde Pittsburg y el Misuri hasta el Golfo de México y desde la Florida hasta la frontera española en forma de cartas dirigidas a su primo, el reverendo James Flint de Salem, Massachusetts. Es obra importante porque describe la nueva sociedad emergente en el oeste de los Estados y Territorios Unidos, y su éxito (fue reimpresa en Inglaterra y traducida al francés), unido a su delicada salud, le hizo dedicarse en exclusiva a la literatura.
Editó la Western Review en Cincinnati desde 1825 a 1828 y el Knickerbocker's Magazine  de Nueva York en 1833. Además publicó una serie de libros, entre ellos Francisco Berrian, o el patriota mexicano (1826), su mejor novela, un Epítome de Geografía e Historia de los Estados occidentales, o el valle del Mississippi (2 vols, 1828), Arthur Clenning (1828), novela, como también George Mason (1829) y Guerras indias en el Oeste (1833). Su vívida biografía de Daniel Boone (1833) hizo mucho por desarrollar la leyenda del pionero, embelleciendo sus aventuras, aunque entrevistó al mismo personaje; por eso es quizá su obra más vendida y leída. Murió en Salem en 1840 y está enterrado en el cementerio de Harmony Grove de esa población. El estilo de Flint es sencillo, vivo y vigoroso, su temática interesante y sus informes sobre los estados de la frontera de gran valor.

## Obras
- Recollections of the Last Ten Years passed in the Valley of the Mississippi (1826; reimpreso en Inglaterra y traducido al francés)
- Francis Berrian, or the Mexican Patriot (1826)
- A Condensed Geography and History of the Western States, or the Mississippi Valley (2 vols., 1828)
- Arthur Clenning (1828)
- The Art of Being Happy (1832)
- Indian Wars in the West (1833).

- Datos: Q6147079
- Multimedia: Timothy Flint / Q6147079